# شون دوكري
شون دوكري (بالإنجليزية: Sean Dockery)‏ مواليد 5 يناير 1983 في شيكاغو، هو لاعب كرة سلة أمريكي سابق. بدأ مسيرته الاحترافية في سنة 2006. يبلغ طوله 6 قدم 2 بوصة (1.9 م). لعب مع فريق أرتلاند دراغونز وفريق بروس باسكتس. اعتزل اللعب في 2008.

## روابط خارجية
- شون دوكري على موقع كرة السلة الأوروبية.كوم (الإنجليزية)
- شون دوكري على موقع كلية كرة السلة في سبورتس رفرنس.كوم (الإنجليزية)
- شون دوكري على موقع ريلجم (الإنجليزية)
- شون دوكري على موقع بروبوليرز (الإنجليزية)
- شون دوكري على موقع سبورتس رفرنس (الإنجليزية)